# Airbag (álbum)
Airbag es el primer álbum de estudio del grupo musical de Argentina de rock alternativo Airbag. Fue lanzado en el año 2004. Apenas se lanzó el sencillo «La partida de la gitana (Si te vas)» en el verano del 2004, fue un éxito total que siguió todo ese año, y más en el verano del 2005 donde salió el sencillo «Solo aquí», ambos con video musical al igual que «Quiero estar contigo». Airbag fue un éxito total nacional y alrededores del país, aunque fue editado solamente en Argentina. Obtuvo las certificaciones de disco de oro y el de platino en Argentina. Fue grabado en los estudios ION de Buenos Aires, en cinta, lo que le dio un sonido particular, con características del rock de los 80. Cuando los realitys dominaban los medios, el grupo se abrió un camino escribiendo sus propias canciones y renovando la confianza de las compañías discográficas que solo apostaban a proyectos televisivos. Fueron premiados por la cadena MTV como Artistas Nuevos y por los lectores de la revista Rolling Stone como Banda Revelación. Las canciones «La partida de la gitana (Si te vas)», «Quiero estar contigo», «Solo aquí» y «Ya no recuerdo» (todas de la autoría de Patricio Sardelli), lideraron las listas musicales de su país como de los limítrofes.

## Información
Antes de publicar el álbum de estudio, hacen una presentación a prensa del disco en The Roxy en Capital Federal en marzo de 2004, y luego realizan su primera gira musical por toda la Argentina, y recorriendo Paraguay, Bolivia, Uruguay, Chile y Ecuador, entre otros países, donde realizaron dos funciones en el Teatro Gran Rex de Buenos Aires, agotando entradas y marcando un hito en la música argentina, ya que hacía mucho tiempo que un grupo de garaje salida de tocar en bares con tan solo un álbum no lograba dicha convocatoria, siendo unos adolescentes, y allí graban el video musical de «Ya no recuerdo», que fue el último del álbum. La gira empezó en marzo de 2004 y terminó en noviembre de 2005.

## Contenido
El álbum de estudio cuenta con diversidad de géneros, todos enmarcados dentro del rock, el pop y el punk en su sonido y en algunas canciones. En la primera canción «La partida de la gitana (Si te vas)», se nota más el pop rock y pop punk con la influencia del hard rock en los solos de guitarra (hasta tintes de música clásica, para después pasar a las dos siguientes canciones pop rock «Quiero estar contigo» y «Solo aquí», para pasar a una canción con toques de hard rock en el rasgueo de Pato en «Esperando otra vez» y la popera «Será por tí», que da inicio a la quinta canción «Dejaré la ciudad» para que el álbum tome un ritmo más tranquilo de estilo rock alternativo. Desde la séptima canción en la segunda parte, el álbum vuelve al pop rock, pero más roquero que popero con «No me abandones» y «No puedo olvidarte», dando inicio a la segunda parte del álbum. En la novena canción se da el indicio más punk rock del álbum con «Salía del colegio», para pasar a las últimas canciones del álbum con las baladas «Ya no recuerdo» (con teclados de Hugo Bistolfi de Rata Blanca) y «Tus ojos me engañan», y la última canción del álbum, de un estilo pop rock y power pop como «Desesperado».

## Lista de canciones
- Todas las canciones compuestas por Patricio Sardelli, excepto dónde se indique.

| N.º   | Título                                | Escritor(es)                  | Duración |  |
| 1.    | «La partida de la gitana (Si te vas)» | Patricio Sardelli             | 3:49     |  |
| 2.    | «Quiero estar contigo»                |                               | 3:20     |  |
| 3.    | «Solo aquí»                           |                               | 3:52     |  |
| 4.    | «Esperando otra vez»                  |                               | 3:52     |  |
| 5.    | «Será por ti»                         |                               | 3:57     |  |
| 6.    | «Dejaré la ciudad»                    |                               | 3:29     |  |
| 7.    | «No me abandones»                     |                               | 3:30     |  |
| 8.    | «No puedo olvidarte»                  |                               | 3:34     |  |
| 9.    | «Salía del colegio»                   |                               | 2:08     |  |
| 10.   | «Ya no recuerdo»                      |                               | 3:31     |  |
| 11.   | «Tus ojos me engañan»                 |                               | 3:42     |  |
| 12.   | «Desesperado»                         | Juan Marcelo y Paula de Jesús | 3:42     |  |
| 43:15 |                                       |                               |          |  |

## Videos musicales
- «La partida de la gitana (Si te vas)» (2004)
- «Quiero estar contigo» (2004)
- «Solo aquí» (2005)
- «Ya no recuerdo» (2005)

## Sencillos
- «La partida de la gitana (Si te vas)» (2004)
- «Quiero estar contigo» (2004)
- «Solo aquí» (2005)
- «Ya no recuerdo» (2005)

## Ficha técnica
- Patricio Sardelli: Voz líder y guitarra.
- Gastón Sardelli: Bajo y coros.
- Guido Armido Sardelli: Batería.

Personal adicional
- Airbag: mezcla, arreglos intrumentales y vocales.
- Hugo Bistolfi: teclados en «Ya no recuerdo» y «Tus ojos me engañan».
- Elio Barbeito: producción artística, masterización y mezcla.
- Jorge Da Silva: ingeniero y mezcla.
- Pablo Acedo: grabación de voces.
- Javier Mazzarol: operación de ProTools.
- Norberto Villagra: asistente de estudio.
- Omar Miranda: asistente de estudio.
- Sebastián Ahumada: fotografía.
- Gustavo Correa: asistente de fotografía.
- Martín Negro: asistente de fotografía.
- Marisa Sacco: diseño gráfico y dirección de imagen.
- Graciela López: vestuario.
- Bernardo González: vestuario.
- Walter Rodríguez: estilista.
- José Luis Lombardo: dirección de A&R (?).